# 石川総彬
石川 総彬（いしかわ ふさよし、1760年 - 1792年）は、江戸時代後期の武士。

## 概要
安永9年（1780年）3月19日に徳川家治に拝謁し、天明3年（1783年）11月14日には家督を継承したものの、寛政4年（1792年）8月22日には32歳で死去した。